# Pīr Yūsof
Pīr Yūsof (persiska: پير يوسُف, پیر یوسف) är en ort i Iran.   Den ligger i provinsen Hamadan, i den nordvästra delen av landet, 300 km väster om huvudstaden Teheran. Pīr Yūsof ligger 1 634 meter över havet och antalet invånare är 441.
Terrängen runt Pīr Yūsof är varierad. Runt Pīr Yūsof är det ganska tätbefolkat, med 90 invånare per kvadratkilometer. Närmaste större samhälle är Noşratābād, 17,6 km öster om Pīr Yūsof. Trakten runt Pīr Yūsof består till största delen av jordbruksmark.